# Frøken Smillas fornemmelse for sne (film)
Frøken Smillas fornemmelse for sne (eng. titel Smilla's Sense of Snow) er en dansk/tysk film fra 1997, instrueret Bille August og med manuskript af Ann Biderman efter Peter Høegs roman Frøken Smillas fornemmelse for sne.

## Medvirkende
- Ono Fleischer – inuitjæger
- Julia Ormond – Smilla Jaspersen
- Agga Olsen – Juliane Christiansen
- Patrick Field – politibetjent
- Matthew Marsh – detektiv
- Gabriel Byrne – mekanikeren
- Jim Broadbent – dr. Lagermann
- Tom Wilkinson – prof. Loyen
- Charlotte Bradley – fru Lagermann
- Richard Harris – dr. Andreas Tork
- Charles Lewsen – pastor (as Charles Lewson)
- Robert Loggia – Moritz Jaspersen
- Emma Croft – Benja
- Bob Peck – Ravn
- Ann Queensberry – fru Schou